# Jayne Mansfield's Car
Jayne Mansfield's Car (bra: O Carro de Jayne Mansfield; prt: Uma Família de Estranhos) é um filme dirigido por Billy Bob Thornton. Teve sua estreia no Festival Internacional de Cinema de Berlim em 2012.

## Sinopse
Uma família de ingleses e americanos se reune 30 anos depois para realizar um desejo de um ente querido que acabou de falecer.

## Elenco
| Ator/Atriz           | Papel            |
| -------------------- | ---------------- |
| Kevin Bacon          | Carroll Caldwell |
| Ray Stevenson        | Phillip Bedford  |
| Katherine LaNasa     | Donna            |
| Robert Patrick       | Jimbo Caldwell   |
| Robert Duvall        | Jim Caldwell     |
| John Hurt            | Kingsley Bedford |
| Tippi Hedren         | Naomi Caldwell   |
| Billy Bob Thornton   | Skip Caldwell    |
| Shawnee Smith        | Vicky Caldwell   |
| Frances O'Connor     | Camilla Bedford  |
| John Patrick Amedori | Mickey Caldwell  |
| Marshall Allman      | Alan Caldwell    |
| Brent Briscoe        | Bobby            |
| Irma P. Hall         | Dorothy          |
| Ron White            | Neal Baron       |
| Dylan Kussman        | Milton           |
| Ritchie Montgomery   |                  |
| Carissa Capobianco   | Autumn           |
| Steve Coulter        | Deputado         |
| Rick Dial            | Bucky            |

## Recepção
No site agregador de críticas Rotten Tomatoes, 33% das 36 avaliações dos críticos são positivas. O consenso do site afirma: "reúne um número impressionante de atores talentosos, mas o roteiro - co-escrito pelo diretor e estrela Billy Bob Thornton - nunca lhes dá muito o que fazer." O Metacritic, que usa uma média ponderada, atribuiu ao filme uma pontuação de 58 em 100, baseado em 18 críticos, indicando críticas "mistas ou médias".